# Абзам
Абзам (нім. Absam) — комуна  (нім. Gemeinde)  в Австрії, в федеральній землі Тіроль. 
Входить до складу округу Інсбрук. Розташована за 13 км на схід від Інсбрука. Населення — 6474 чол (2005). Займає площу 52,06 км². Офіційний код — 70301. 
Заснована як місце паломництва 995 року. 24 червня 2000 місцева церква була оголошена т. зв. basilica minor. Центр лижного та санного спорту. 

## Історія
Перша згадка в церковних книгах під іменем "Abazanes" сягає 995 року. 

## Політична ситуація
Бургомістр комуни — Арно Гуггенбіхлер (СДПА). 